# Nitrure de phosphore
Le nitrure de phosphore, ou mononitrure de phosphore, est un composé chimique de formule PN. À température ambiante, il se présente sous la forme d'un polymère incolore, tandis que la forme monomérique n'existe qu'à haute température. Il se forme par exemple comme produit de décomposition thermique du pentanitrure de triphosphore (en) P3N5 : 
P3N5 (en) → 3 PN + N2.
Il est métastable par rapport à la dismutation en phosphore et diazote :
2 PN → P2 + N2 + 196 kJ.
Constituée de phosphore et d'azote, cette molécule a été détectée par spectroscopie rotationnelle dans le milieu interstellaire ainsi que dans l'atmosphère de Jupiter et dans celle de Saturne.